# Ludwig Friedrich Gaab
Ludwig Friedrich Gaab, ab 1852 Ludwig Friedrich von Gaab (* 1. April 1800 in Tübingen; † 23. August 1869 in Stuttgart) war ein deutscher Architekt und württembergischer Baubeamter.

## Leben
Ludwig Gaab war ein Sohn des Universitätsprofessors, Ephorus und Prälaten Johann Friedrich von Gaab und dessen Ehefrau Luise Eberhardine von Gaab geborene Hoffmann. Nach seiner Konfirmation verließ er die Lateinschule und ging bei einem Zimmerer in die Lehre. Mit 18 Jahren arbeitete er ein Jahr lang bei der Königlichen Garten- und Baudirection.
Er war der Schüler des Baumeisters Friedrich Bernhard Adam Groß. Gaab studierte Mathematik und Philosophie an der Eberhard Karls Universität Tübingen. Während seines Studiums wurde er 1818 Mitglied der Tübinger Burschenschaft Arminia. Seine Kommilitonen waren Carl Marcell Heigelin und Ludwig von Zanth. Nach seinem Abschluss machte er eine Ausbildung beim Architekten Ferdinand von Fischer. Mit 21 Jahren legte er das Staatsexamen ab und ging auf Reisen nach Frankreich und Italien. 1824 arbeitete er für den württembergischen Baubeamten Gottlob Georg Barth, entwarf Zuchthäuser und errichtete eines in Ludwigsburg. 1826 entwarf er die Rotebühlkaserne, die Infanteriekaserne in Stuttgart. Mit 28 Jahren heiratete er Emilie Pistorius und hatte mit ihr fünf Kinder. Er arbeitete im Staatsdienst als Weginspector in Biberach an der Riß, baute Straßen und Brücken, so zum Beispiel die Straße nach Wangen im Allgäu.
Ludwig Gaab wurde als Hofbauinspector nach Stuttgart versetzt und 1838 zum Hofkammerbaumeister ernannt, 1840 zusätzlich zum Stadtdirektionsbaumeister in Stuttgart. 1846 kam er zum Eisenbahnbau, bis zu seinem Tod war er Mitglied der württembergischen Eisenbahnkommission. Im Gegensatz zu seinen früheren Kollegen Karl Etzel und Michael Knoll war er reiner Architekt ohne ingenieurwissenschaftlichen Hintergrund.
1852 empfing Gaab als Auszeichnung das Ritterkreuz des Ordens der Württembergischen Krone, mit dem der persönliche Adel verbunden war. 1855 verlieh ihm die Stadt Stuttgart ihre Ehrenbürgerwürde.
Ludwig Gaab starb am 23. August 1869 in Stuttgart und wurde auf dem Hoppenlaufriedhof begraben. Zu Gaabs Schülern zählt der Heilbronner Stadt- und Stiftungsbaumeister Louis de Millas.

## Werk

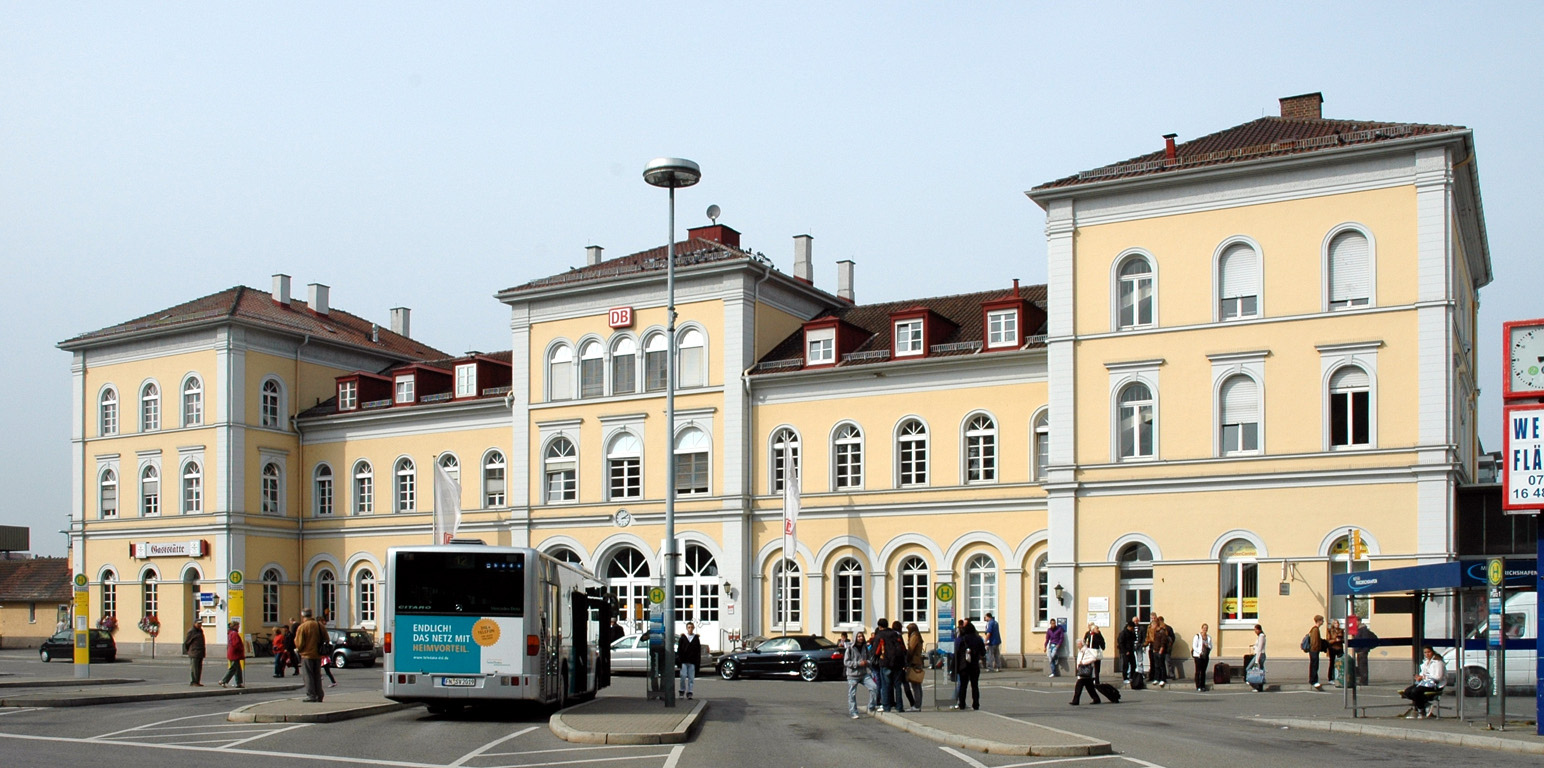
Bahnhof Friedrichshafen Stadt (September 2008)

1831 baute Ludwig Friedrich Gaab die Honauer Steige zum Lichtenstein, die Straße von Oberjettingen nach Nagold und die Straße von Freudenstadt auf den Kniebis. Er entwarf die Pläne für die 1833 errichtete Kirche der Pfarrgemeinde Pfrondorf, die 1833–1834 errichtete Evangelische Johanneskirche, An der Kirchstraße 10 in Dettenhausen jeweils im Kameralamtsstil, 1843 die Infanteriekaserne (heutiger Rotebühlbau, zusammen mit Johann Kaspar Vogel), den Umbau des alten Lusthauses am Schloßplatz und das Kronprinzenpalais (1846–1850, nach Vorbild des Münchener Herzog-Max-Palais) in Stuttgart, den Umbau des Schlosses in Kilchberg (1843), die neue Heilig-Kreuz-Kirche in Loffenau (1843), den Teilneubau der evangelischen St.-Gregor-Kirche in Neckarwestheim (1844), die Berger Kirche in Berg (1853–1855) und den Umbau des Schlosses in Donzdorf (1856). In seiner Funktion bei der Stadt Stuttgart plante er darüber hinaus verschiedene Privathäuser, u. a. die Häuser Herdweg 31, Kriegsbergstraße 30 und das 1841–1842 erbaute Gartenhaus für Georg Wilhelm Goes hinter der Militärstraße in Stuttgart.
Im Rahmen seiner Tätigkeit für die württembergischen Eisenbahnen entstand von 1846 bis 1853 die Bahnstrecke Ulm–Friedrichshafen (Südbahn) mit repräsentativen Empfangsgebäuden wie beispielsweise in Ulm (1850) und Friedrichshafen Stadt (1847–1848). 1857 und 1858 entstanden unter von Gaab die ersten Pläne für die Strecke Heilbronn–Hall („Kocherbahn“), die jedoch durch die Entscheidung, die Strecke über Weinsberg anstatt über Neckarsulm zu bauen, weitgehend hinfällig wurden. Von 1857 bis 1869 widmete er sich der Bahnstrecke Plochingen–Immendingen. Von 1865 bis 1869 entstand unter von Gaab darüber hinaus die Bahnstrecke Tübingen–Sigmaringen.
Von Gaabs Baustil war zunächst klassizistisch geprägt. Später entwickelte er einen Hang zum Historismus, den er jedoch in seinen Bauten für die Eisenbahn kaum durchsetzen konnte.